# قرة كهريز (شوط)
قرة كهريز هي قرية في مقاطعة شوط‌، إيران. عدد سكان هذه القرية هو 13 في سنة 2006.